# Oxalis kollmannii
Oxalis kollmannii är en harsyreväxtart som beskrevs av Pedro Fiaschi. Oxalis kollmannii ingår i släktet oxalisar, och familjen harsyreväxter. Inga underarter finns listade i Catalogue of Life.